# ألعاب جوجل بلاي
ألعاب جوجل بلاي (بالإنجليزية: Google Play Games)‏ هي خدمة ألعاب فيديو عبر الإنترنت تقدمها جوجل لأجهزة مايكروسوفت ويندوز وكروم بوك وأندرويد.
تم إطلاق ألعاب جوجل بلاي على أندرويد في عام 2013، ويميزها "اللعب الفوري" وملفات اللاعبين الشخصية وحفظ الألعاب والإنجازات ولوحات الصدارة. تم إطلاق الإصدار التجريبي للحواسيب في عام 2021 مع مجموعة مختارة من ألعاب أندرويد المحسّنة لنظام التشغيل لويندوز وأجهزة كروم بوك. تتم مزامنة ملف اللاعب الشخصي للمستخدم عبر ألعاب جوجل بلاي على الحواسيب والأجهزة الجوالة.

## التاريخ
تم تقديم خدمة محاكي ألعاب جوجل بلاي في مؤتمر المطورين جوجل آي/أو 2013 وتم إطلاق تطبيق الجوال لأندرويد في 24 يوليو 2013. قام أندرو ويبستر من ذا فيرج بمقارنة ألعاب جوجل بلاي بـغيم سنتر، وهي شبكة ألعاب مماثلة لمستخدمي آي أو إس من شركة أبل.
لقد تلقت ألعاب جوجل بلاي تحديثات على مر السنين منذ إطلاقها، بما في ذلك ميزة تسجيل الشاشة ومعرفات اللاعبين المخصصة والألعاب المدمجة وصفحة لاكتشاف الألعاب. بعد إطلاق ألعاب جوجل بلاي، تمت إضافة عناوين الألعاب المحمولة الشهيرة، مثل كلاش أوف كلانس وكلاش رويال إلى كتالوج ألعاب جوجل بلاي.
تم إيقاف خدمات اللعب الجماعي في الوقت الحقيقي واللعب الجماعي القائم على الأدوار منذ 16 سبتمبر 2019. انتهى دعم وظائف واجهة برمجة التطبيقات هذه في 31 مارس 2020.

### النسخة التجريبية للحواسيب الشخصية
في 9 ديسمبر 2021 في حفل جوائز اللعبة، أعلنت جوجل أن الإصدار التجريبي من ألعاب جوجل بلاي ستطلق في أوائل عام 2022 جالبةً ألعاب أندرويد إلى حواسيب ويندوز الشخصية والمحمولة. الحد الأدنى من متطلبات المواصفات لتشغيل ألعاب جوجل بلاي حاليًا ويندوز 10 أو أحدث مع وحدة معالجة رسوميات متكاملة ووحدة معالجة مركزية رباعية النواة حتى يمكن الوصول إلى الإصدار التجريبي من ألعاب جوجل بلاي (سابقا وحدة معالجة مركزية ثمانية النواة).
في 19 يناير 2022، أطلق ألعاب جوجل بلاي رسميًا تجربة الإصدار التجريبي للمنتج مع كتالوج مختار من الألعاب إلى قائمة الانتظار للمستخدمين في كوريا وهونغ كونغ وتايوان. استمر إطلاق الإصدار التجريبي في 25 أغسطس 2022 عن طريق جعل ألعاب جوجل بلاي متاحة للتنزيل لجميع اللاعبين في كوريا وهونغ كونغ وتايوان وتايلاند وأستراليا مع كتالوج موسع لعناوين ألعاب. في 2 نوفمبر 2022، استمر التوسع العالمي للإصدار التجريبي من ألعاب جوجل بلاي وأطلق المنتج على جميع المستخدمين في الولايات المتحدة وكندا والمكسيك والبرازيل وإندونيسيا والفلبين وماليزيا وسنغافورة. بعد ستة أشهر في 19 أبريل 2023، أطلق ألعاب جوجل بلاي لجميع المستخدمين في اليابان. أطلق ألعاب جوجل بلاي تدريجيًا في معظم البلدان خلال عام 2023.

## وصلات خارجية
- الموقع الرسمي
- ألعاب جوجل بلاي على الحواسيب